# Trešnjevka – sjever
Trešnjevka – sjever – dzielnica Zagrzebia, stolicy Chorwacji. Zlokalizowana jest w zachodniej części miasta, ma 55 358 mieszkańców (rok 2001).
Trešnjevka – sjever graniczy od północy z dzielnicą Črnomerec, od wschodu – z dzielnicą Stenjevec, od południa (przez ulicę Ljubljanska avenija) – z dzielnicą Trešnjevka – jug, od zachodu (przez ulicę Zagrebačka cesta) – z dzielnicami Donji Grad i Trnje.

## Galeria

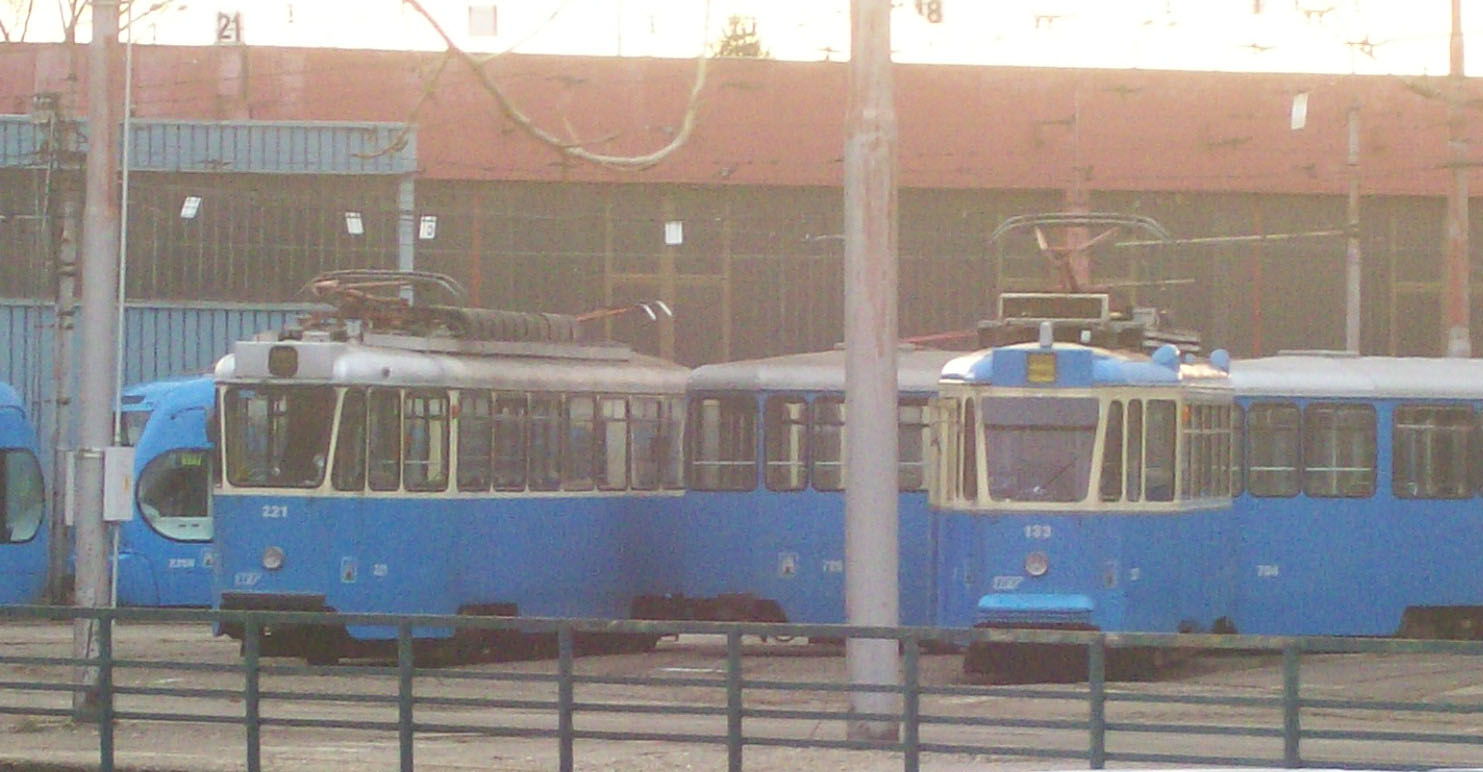
Zajezdnia tramwajowa
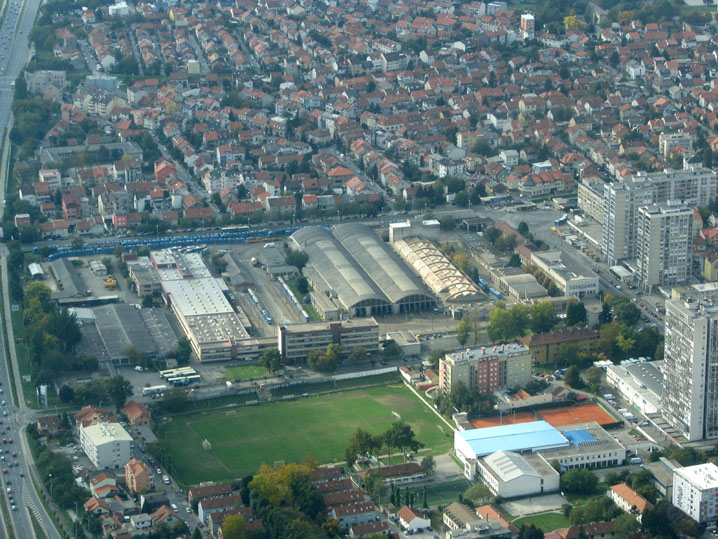
Widok z lotu ptaka
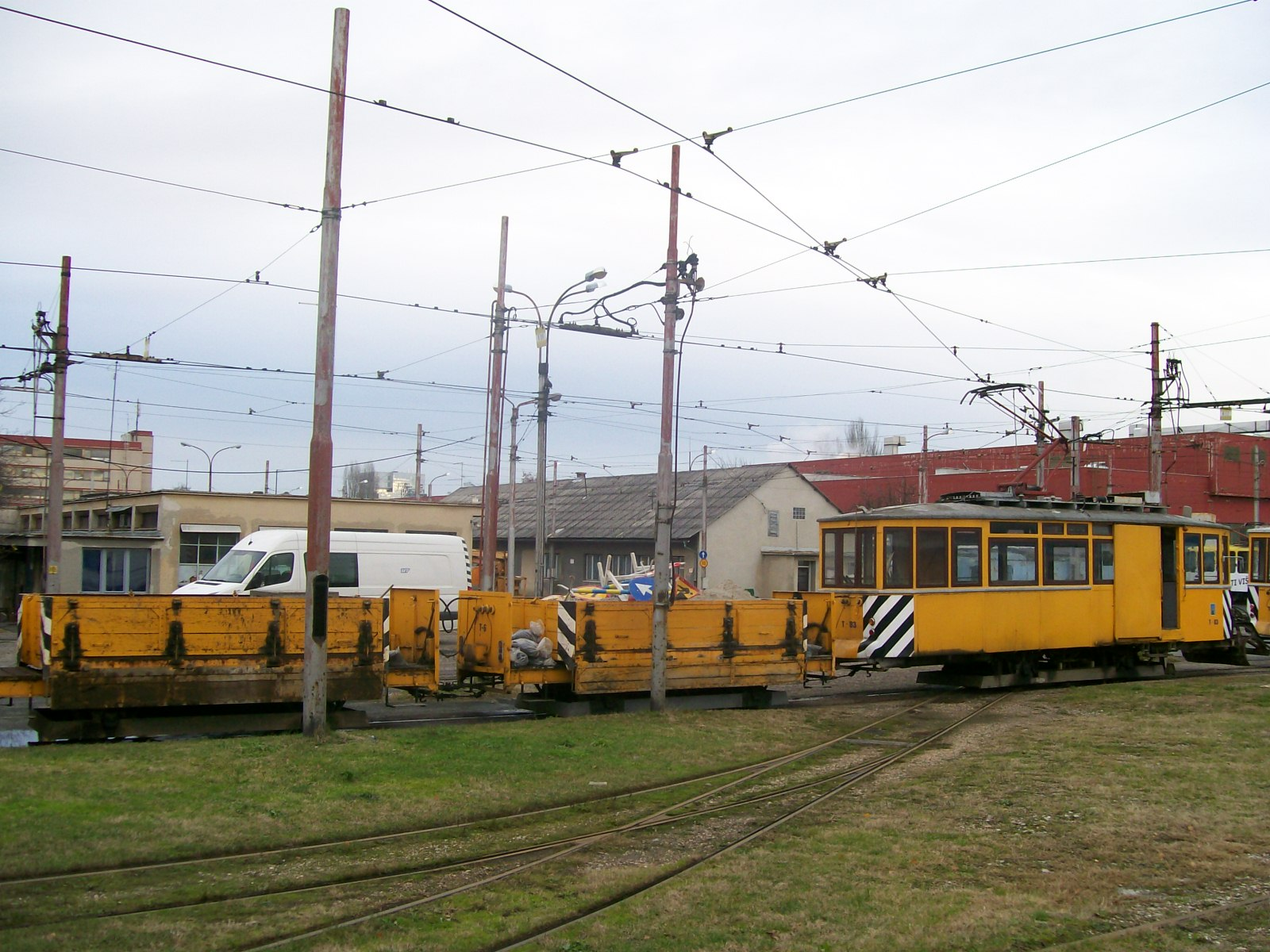
Zajezdnia tramwajowa